# ラヴェンナの戦い
ラヴェンナの戦い（ラヴェンナのたたかい、伊：Battaglia di Ravenna, 仏：Bataille de Ravenne）は、カンブレー同盟戦争の一環として1512年に発生したフランス軍と神聖同盟軍との戦い。

## 概要
事の発端はフランス王ルイ12世がラヴェンナを占領したことから始まった。これに対して、教皇ユリウス2世は神聖同盟を結成する。
両軍はラヴェンナ近郊で戦争を開始し、フランス軍が勝利した。フランス軍の勝因には、フェラーラの砲兵隊が加わっていたことも挙げられる。

## その後
フランス軍は勝利したが、総大将ガストン・ド・フォワが戦死したためボローニャに撤退し、ラヴェンナは教皇領に戻った。
1513年、ユリウス2世はドイツ軍を引き込むために領土割譲を要求した。そのため、ヴェネツィアはフランスと同盟を結んだ。